# Цырендашиев, Базыр Очирович
Базы́р Очи́рович Цырендаши́ев (10 апреля 1936 — 10 февраля 2022) ― советский и российский бурятский композитор, Заслуженный деятель искусств Бурятской АССР (1973), Заслуженный деятель искусств РСФСР (1972).

## Биография
Родился 10 апреля 1936 году в селе Цокто-Хангил Агинского Бурятского автономного округа.
В годы Великой Отечественной войны, после занятий в школе, в возрасте 12 лет работал трактористом. В школьные увлекся музыкой и пением. Пел на концертах в сельских Домах культуры своего района. Иногда пел в паре с Кимом Базарсадаевым, будущим народным артистом СССР и солистом Бурятского академического театра оперы и балета.
В 1955 году окончил музыкальное училище имени П.И. Чайковского в городе Улан-Удэ по классу хорового дирижирования. Именно в годы учебы в училище начал первые опыты по сочинительству.
В 1957 по 1959 год работал художественным руководителем Агинского Дома культуры. Первый успех пришёл к начинающему композитору в 1957 году, когда состоялся областной фестиваль «Слава труду», на котором его песня «Агинский вальс», известная и ныне, получила признание.
В 1959 году переехал в город Шумерля Чувашской АССР, где проработал художественным руководителем и директором Дома культуры до 1963 года.
С 1963 года стал методистом Бурятского Дома народного творчества. В 1968 году назначен художественным руководителем Бурятской филармонии и ансамбля «Байкал», трудился на этом посту до 1975 года.
Заочно учился на Теоретико-композиторском факультете Новосибирской консерватории имени  Новосибирской консерватории имени Михаила Глинки, которое окончил в 1976 году. После этого назначен директором Центральной Детской музыкальной школы в городе Улан-Удэ, работал здесь до 1980 года.
С 1980 по 1983 год работал ответственным секретарём, а с 1989 по 1998 год был председателем правления Союза композиторов Бурятии.
Автор более 400 песен, произведений для хора, фортепианных миниатюр, вокальных циклов о Великой Отечественной войне. Многие из его песен, написанные десятки лет назад, до сих любимы в народе: «Сэлэнгэ», «Ага нютагни», «Замай дуун», «Уулзатараа, нютагни», «Туруушын дуран», «Дуран тухай».
Скончался 10 февраля 2022 года

## Награды и звания
- Орден Почёта (1996)[5]
- Заслуженный деятель искусств РСФСР (1982)
- Заслуженный деятель искусств Бурятской АССР (1973)
- Лауреат Государственной премии Бурятской АССР (1987)
- Почётный гражданин Агинского Бурятского автономного округа (2004)